# Schiavi di Abruzzo
Schiavi di Abruzzo é uma comuna italiana da região dos Abruzos, província de Chieti, com cerca de 1.403 habitantes. Estende-se por uma área de 45 km², tendo uma densidade populacional de 31 hab/km². Faz fronteira com Agnone (IS), Belmonte del Sannio (IS), Castelguidone, Castiglione Messer Marino, Poggio Sannita (IS), Salcito (CB), Trivento (CB).

## Demografia
| Variação demográfica do município entre 1861 e 2011                               |
|                                                                                   |
| Fonte: Istituto Nazionale di Statistica (ISTAT) - Elaboração gráfica da Wikipedia |